# Glencore
Glencore International AG is een internationaal handelshuis gevestigd in Baar, Zwitserland. Het bedrijf handelt in metalen, mineralen en energie en is ook actief betrokken bij de productie ervan. De onderneming is in 1974 opgericht en is sinds 18 mei 2011 beursgenoteerd.

## Activiteiten
Glencore heeft de activiteiten verdeeld over twee productgroepen, namelijk:
- metalen & mineralen (zoals: aluminium, zink, koper, lood en meer) en
- energieproducten (waaronder steenkool, aardolie en olieproducten).

Er was nog een onderdeel agrarische producten, voornamelijk granen, maar deze activiteit is verkocht in 2018.
Voor al deze productgroepen heeft Glencore:
- handelsactiviteiten: voornamelijk in- en verkoop van diverse grondstoffen en energie.
- industriële activiteiten: winning en verwerking van metalen en energie (voornamelijk steenkool en olie).

Naast de eigen fabrieken bezit de onderneming een groot aantal deelnemingen in beursgenoteerde bedrijven.
| Bedrijf           | Belang Glencore | Kernactiviteit        |
| ----------------- | --------------- | --------------------- |
| Century Aluminium | 46%             | aluminium             |
| En+ Group         | 10,55%          | energie en aluminium  |
| Recyclex          | 32,2%           | recyclet lood en zink |

### Resultaten
Glencore is sinds 20 mei 2011 beursgenoteerd aan de London Stock Exchange. Veruit de meerderheid van de aandelen zijn nog in handen van de bestuurders en werknemers. Ivan Glasenberg was direct na de emissie nog de grootste aandeelhouder met een belang van 15,7%. De scherpe daling van de omzet in 2015 is mede een gevolg van de halvering van de olieprijs in dat jaar. In 2019 leed Glencore een verlies door een daling van de grondstoffenprijzen en extra afboekingen op de waarde van de Colombiaanse steenkoolbelangen, olieprojecten in Tsjaad en koperprojecten in Afrika.
| Jaar | Omzet Metalen en Mineralen | Omzet Energie- producten | Omzet Agrarische producten | Totale omzet | Netto- resultaat |
| ---- | -------------------------- | ------------------------ | -------------------------- | ------------ | ---------------- |
| 2007 | -                          | -                        | -                          | 142.000      | 5190             |
| 2008 | 40.685                     | 98.157                   | 13.394                     | 152.236      | 4754             |
| 2009 | 35.391                     | 62.391                   | 8.582                      | 106.364      | 2724             |
| 2010 | 45.211                     | 89.349                   | 10.418                     | 144.978      | 3799             |
| 2011 | 51.984                     | 117.065                  | 17.103                     | 186.152      | 4060             |
| 2012 | 56.674                     | 136.937                  | 20.285                     | 214.436      | 3060             |
| 2013 | 63.348                     | 139.169                  | 30.039                     | 232.694      | 3666             |
| 2014 | 66.050                     | 131.980                  | 22.523                     | 221.073      | 2444             |
| 2015 | 65.933                     | 83.612                   | 23.146                     | 170.497      | −8114            |
| 2016 | 66.338                     | 89.021                   | 21.970                     | 152.948      | 936              |
| 2017 | 80.465                     | 128.266                  | 12.611                     | 205.476      | 5162             |
| 2018 | 81.560                     | 138.170                  | -                          | 219.754      | 2616             |
| 2019 | 84.482                     | 132.773                  | -                          | 215.111      | −1506            |
| 2020 | 66.291                     | 78.491                   | -                          | 142.338      | −3946            |
| 2021 | 86.347                     | 121.579                  | -                          | 203.751      | 4349             |
| 2022 | 90.876                     | 167.797                  | -                          | 255.984      | 16.511           |
| 2023 | 82.041                     | 138.340                  | -                          | 217.829      | 3210             |

## Geschiedenis
Glencore is in 1974 opgericht als handelsonderneming in metalen, mineralen en ruwe olie. Later zijn daar olieproducten bijgekomen en in 1981 werd een Nederlandse graanhandelaar overgenomen en daarmee agrarische producten aan het handelspakket toegevoegd.
Vanaf 1987 is Glencore ook actief bij de productie van deze producten. In 1987 kocht het bedrijf een belang van 27% in de Mount Holy aluminiumsmelter in de Verenigde Staten. De belangen in bedrijven zijn sindsdien uitgebreid en de grootste deelneming die Glencore nu bezit is een aandelenbelang van 34,5% in het mijnbouwbedrijf Xstrata. In 2013 kwam heel Xstrata in handen van Glencore.
De oprichter van Glencore was Marc Rich. Hij startte in 1974 een handelsonderneming onder zijn eigen naam, Marc Rich + Co AG, waaruit later Glencore voort is gekomen. In 1983 werd hij in de Verenigde Staten aangeklaagd voor het ontduiken van het internationaal ingestelde handelsembargo tegen Iran. Hij vluchtte naar Zwitserland. In januari 2001 werd hem gratie verleend door de Amerikaanse president Bill Clinton, op zijn laatste dag als president. Rich verkocht in 1994 zijn belang in de handelsmaatschappij, die verderging onder de naam Glencore.
In mei 2011 kreeg het bedrijf een beursnotering. Op basis van de introductiekoers van de aandelen, 520 pence, kreeg het bedrijf een beurswaarde van US$ 59 miljard. Het was een van de grootste beursintroducties sinds jaren en het bedrijf trok in de aanloop naar de beurs veel aandacht. Door zijn omvang werd het gelijk opgenomen in de FTSE 100 aandelenindex.

### Fusie met Xstrata
Glencore had jaren een minderheidsbelang in het Brits-Zwitserse mijnbouwbedrijf Xstrata en in februari 2012 bereikte men overeenstemming over een fusie. Met een waarde van US$ 90 miljard (€ 68,4 miljard) is het de grootste transactie ooit in de grondstoffensector. Glencore geeft 2,8 nieuwe aandelen uit per één Xstrata aandeel. De aandeelhouders van de mijnbouwer krijgen hiermee een belang van 45% in de nieuwe combinatie. Het gefuseerde bedrijf zal de toppositie krijgen in de levering van steenkool aan elektriciteitscentrales en in de productie van koper. Volgens een pro-forma berekening, alsof de combinatie in 2011 al zou hebben bestaan, was de omzet over dat jaar uitgekomen op US$ 209 miljard. Het wordt het op drie na grootste mijnbouwbedrijf ter wereld met ongeveer 130.000 medewerkers.
Medio juni 2012 kwamen berichten naar buiten dat de fusie mogelijk niet door gaat. Aandeelhouders van Xstrata vonden het bod te mager. De grootste aandeelhouder, het staatsbeleggingsfonds uit Qatar met een aandelenbelang van circa 11%, wilde een ruilverhouding van 3,25 voor elk aandeel Xstrata. Naast Qatar Holding hadden veel aandeelhouders grote moeite met het voorgestelde retentiepakket voor 73 bestuursleden van het mijnbouwbedrijf. Dit pakket heeft een waarde van £ 173 miljoen waar geen duidelijke prestaties tegenover staan. Door deze bezwaren heeft Glencore in september 2012 het bod verbeterd van 2,80 tot 3,05 aandelen per Xstrata-aandeel. Het verhoogde bod kwam er vooral onder druk van Qatar Holding. In november 2012 stemde 78,8% van de Xstrata aandeelhouders in met de fusie met Glencore. Het retentiepakket voor 73 Xstrata-managers haalde het niet. Eerder de dag sprak al 99,4% van de aandeelhouders van Glencore zich uit voor de fusie. Het fusiebedrijf had toen een beurswaarde van ongeveer € 55 miljard. Op 2 mei 2013 is de fusie voltooid.

### Schulden te hoog
In de zomer van 2015 kwam de koers van het aandeel zwaar onder druk te staan en noteerde zelfs even 71 pence. De daling van de grondstoffenprijzen op de wereldmarkt drukte de resultaten en Glencore had ook te veel schulden. In het najaar kwam het bestuur met een plan om de schulden te verminderen. Het maakte een aandelenmissie bekend, de betaling van dividend werd gestaakt en diverse bedrijfsonderdelen werden in de verkoop gedaan. Deze maatregelen zouden de schuld met US$ 10 miljard doen verlagen naar zo’n US$ 20 miljard. Begin 2016 verkocht Glencore 40% van de aandelen agrarische producten aan een groot Canadees pensioenfonds. De verkoop leverde US$ 2,5 miljard op en het geld werd gebruikt om schulden af te lossen. In juni verkocht Glencore nog eens een belang van 10% in Glencore Agri aan British Columbia Investment Management Corporation. In december 2016 hervatte Glencore de dividendbetalingen na het bereiken van de schuldenreductie doelstelling.

### Koop belang in Rosneft
Begin december 2016 maakte Glencore en het staatsinvesteringsfonds (QIA) van Qatar bekend samen een aandelenbelang van 19,5% in het Russische Rosneft te kopen voor € 10,2 miljard. Door de lage olieprijzen is de Russische staat gedwongen bedrijven te verkopen om de overheidsfinanciën te verbeteren en buitenlandse valuta op te halen. De transactie zal op korte termijn worden afgerond. Glencore is al lange tijd actief in het land, het heeft een aandelenbelang in olieproducent Russneft en sloot in 2013, in samenwerking met oliehandelaar Vitol, een meerjarig contract met Rosneft voor de afname van olie. Verder heeft het belangen in diverse agrarische bedrijven en in aluminiumproducent Rusal. In september 2018 verkocht Glencore bijna het hele aandelenbelang in Rosneft aan partner QIA. Na deze transactie heeft Glencore nog 0,57% van de aandelen Rosneft in handen.

## Corruptie en belastingontduiking
Glencore is door de jaren heen veelvuldig betrapt op grootschalige belastingontduiking en corruptie. Dankzij de enorme geldstromen en macht van het bedrijf weet het vervolging echter keer op keer te voorkomen. Oprichter Marc Rich heeft, wegens oliehandel met Iran, ook op de internationale opsporingslijst gestaan van meest gezochte criminelen.
Begin juli 2018 kreeg Glencore een dagvaarding van het Amerikaanse ministerie van Justitie in een mogelijke witwas- en corruptiezaak. Het bedrijf moet documenten leveren rond activiteiten in Nigeria, de Democratische Republiek Congo en Venezuela die teruggaan tot 2007. Op de beurs daalde het aandeel met 12% op het nieuws, de sterkste koersdaling in lange tijd.
In mei 2022 betaalde Glencore zo'n 1,3 miljard euro aan schikkingen en boetes wegens wijdverbreide corruptiepraktijken. Het grootste deel van dit bedrag ging naar het Amerikaanse ministerie van Justitie. Glencore en zijn dochterbedrijven zouden zich op ‘onthutsende schaal’ schuldig gemaakt aan omkoping van gezagsdragers in landen in Afrika en Zuid-Amerika over een periode van 10 jaar.
In augustus 2024 kreeg Glencore een boete van € 140 miljoen in verband met een corruptiezaak in de Democratische Republiek Congo. De zaak draaide om licenties voor kobalt- en kopermijnen in dat land. Het Nederlandse en Zwitserse Openbaar Ministerie hebben de zaak onderzocht, Zwitserland heeft de boete opgelegd waarna het Nederlandse Openbaar Ministerie de zaak heeft geseponeerd. Glencore gaat niet in beroep tegen de straf.
Verder is Glencore berucht vanwege schendingen van mensenrechten in de mijnen die het exploiteert.
Aberdeen Asset Management · Admiral Group · Aggreko · AMEC · Anglo American · Antofagasta · ARM Holdings · Associated British Foods · AstraZeneca · Aviva · Babcock International · BAE Systems · Barclays · BG Group · BHP Billiton · BP · British American Tobacco · British Land Company · Sky · BT Group · Bunzl · Burberry · Capita Group · Carnival · Centrica · Compass Group · CRH · Croda International · Diageo · easyJet · Eurasian Natural Resources Corporation · Experian · Fresnillo · G4S · GKN · GlaxoSmithKline · Glencore · Hammerson · Hargreaves Lansdown · HSBC · IMI · Imperial Brands · International Airlines Group · InterContinental Hotels Group · Intertek Group · ITV · Johnson Matthey · Kingfisher · Land Securities Group · Legal & General · Lloyds Banking Group · London Stock Exchange Group · Marks & Spencer · Meggitt · Melrose · Wm Morrison Supermarkets · National Grid · Next · Old Mutual · Pearson · Persimmon · Petrofac · Prudential · Randgold Resources · Reckitt Benckiser · RELX · Resolution · Rexam · Rio Tinto Group · Rolls-Royce Group · Royal Bank of Scotland Group · RSA Insurance Group · SABMiller · Sage Group · J Sainsbury · Schroders · Scottish and Southern Energy · Serco Group · Severn Trent · Shell · Shire · Smith & Nephew · Smiths Group · Standard Chartered · Standard Life · Tate & Lyle · Tesco · Travis Perkins · TUI Travel · Tullow Oil · Unilever · United Utilities · Vedanta Resources · Vodafone · Weir Group · Whitbread · William Hill · Wolseley · Wood Group · WPP Group